# Huroni

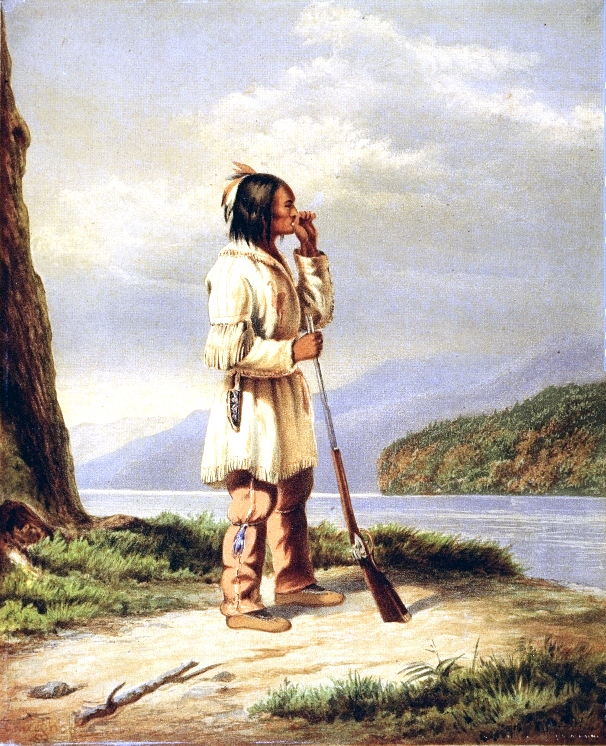
Un vânător huron chemând un elan. Tablou de Cornelius Krieghoff.

Poporul wyandot sau wendat, numit și huroni, este un popor vorbitor al unei limbi irocheze din America de Nord, care a apărut ca trib pe malurile nordice ale lacului Ontario.
Astăzi numeroșii huroni din Statele Unite sunt membri înscriși ai Wyandotte Nation, trib recunoscut federal cu sediu în Wyandotte, Oklahoma. În Canada huronii au o rezervație, Huron-Wendat Nation, în Quebec.
Către secolul al XV-lea huronii de dinainte de contact trăiau în regiunea întinsă de la țărmurile de nord ale lacului Ontario de astăzi până la țărmurile sud-estice ale Georgian Bay la nord. Acolo l-au întâlnit pe exploratorul francez Samuel de Champlain în 1615. Istoricește vorbeau limba wyandot, o limbă irocheză de nord. Se credea că erau peste 30.000 în momentul contactului cu europenii în anii 1610-1620.
După 1634 numărul lor a scăzut drastic din cauza bolilor infecțioase epidemice aduse de europeni. În 1649 au fost risipiți de un atac masiv al irochezilor (Haudenosaunee), context în care au fost uciși alături de huroni și misionarii iezuiți rămași de partea lor, între care preotul Jean de Brébeuf⁠(en)[traduceți]. Dovezile arheologice ale acestei expulzări au fost descoperite pe Rock Island II Site din Wisconsin.

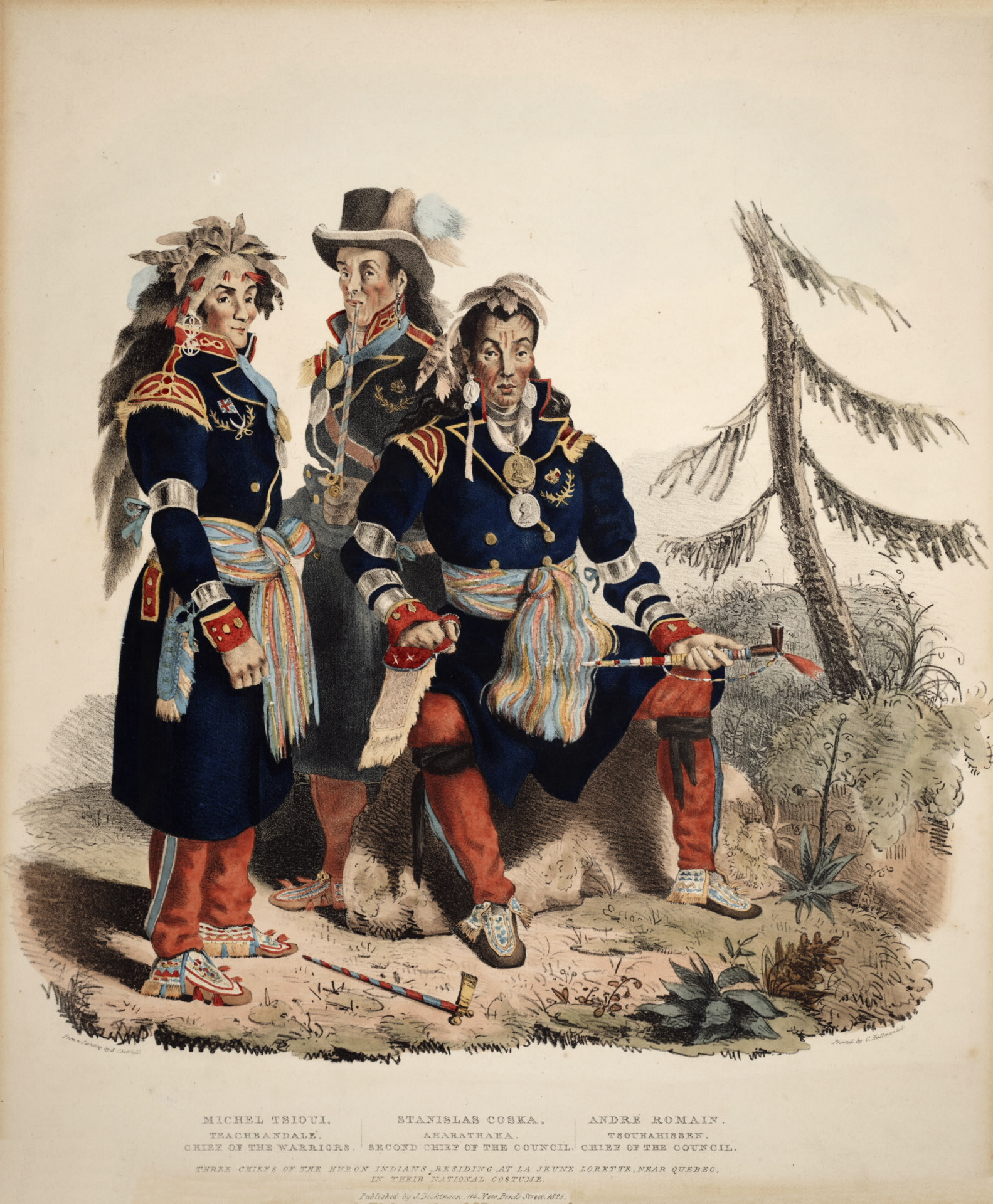
Trei căpetenii hurone din Canada secolului al XIX-lea.

La sfârșitul secolului al XVII-lea Confederația Huronilor (Wyandot) a fuzionat cu națiunea Tionontati de limbă irocheză (cunoscută cu numele de petun în franceză, precum și cu numele de „Poporul Tutunului” pentru cultura lor principală) și au format wyandot de astăzi. Este posibil ca petun să fi fost inițial o ramură separată a huronilor la vest.

## Grupuri wyandot contemporane

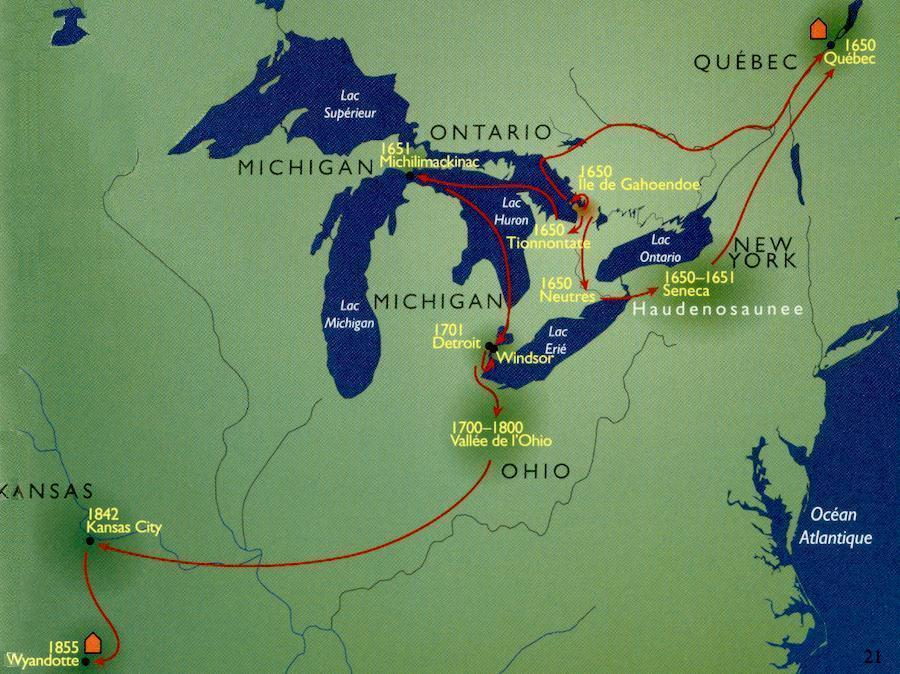
Migrațiile huronilor după războiul pierdut cu irochezii

### Națiuni Wyandot recunoscute
În Statele Unite există un singur trib recunoscut federal:
- Wyandotte Nation își are sediul în Wyandotte, Oklahoma, și în 2011 avea 4.957 membri înscriși.[7]

În Canada există o primă națiune wyandot:
- Huron-Wendat Nation își are sediul în Wendake, acum pe teritoriul orașului Quebec, și are aproximativ 4.343 de membri. Ei sunt majoritar catolici și vorbesc franceza ca limbă maternă. În a doua jumătate a secolului XX au început să promoveze învățarea și utilizarea limbii wyandot printre copiilor lor. De mai multe decenii o sursă importantă de venit pentru wyandot din Quebec este vânzarea ceramicii, rachetelor de zăpadă cu ornamente tradiționale, mocasini de vară și de iarnă și alte produse de meșteșugărit locale.[8]

### Grupuri nerecunoscute
Două triburi nerecunoscute din Statele Unite se identifică și își atribuie numele wyandot:
- Wyandot Nation of Anderdon, cu sediul în Trenton, Michigan, are 1.200 de membri[9]
- Wyandot Nation of Kansas, cu sediul central în Kansas City, Kansas, are aproximativ 400 de membri.